# بیتزارونه
بیتزارونه (به ایتالیایی: Bizzarone) یک کومونه در ایتالیا است که در استان کومو واقع شده‌است. بیتزارونه ۲٫۷ کیلومتر مربع مساحت و ۱٬۵۳۹ نفر جمعیت دارد و ۴۳۶ متر بالاتر از سطح دریا واقع شده‌است.